# Addison Crandall Gibbs

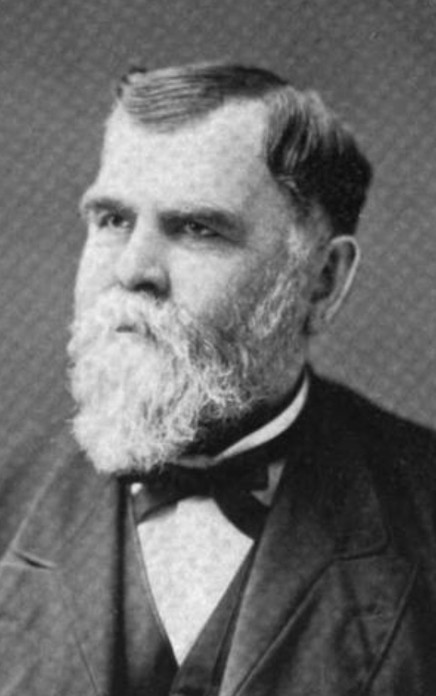
Addison Crandall Gibbs

Addison Crandall Gibbs (* 9. Juli 1825 in Cattaraugus, Cattaraugus County, New York; † 29. Dezember 1886 in London) war ein US-amerikanischer Jurist und Politiker. Von 1862 bis 1866 war er Gouverneur des Bundesstaates Oregon.

## Frühe Jahre und politischer Aufstieg
Addison Gibbs besuchte die örtlichen Schulen seiner Heimat und die State Normal School in Albany. Danach studierte er Jura. Während des kalifornischen Goldrauschs machte sich auch Gibbs auf den Weg zu den dortigen Goldfeldern. Im Jahr 1850 zog er nach Gardiner im Oregon-Territorium. Dort wurde er Leiter einer Gesellschaft, die am Umpqua River Land verkaufte. Gibbs erwarb sich dort selbst auch Land. 1853 nahm er an einem Indianerkrieg teil. Im gleichen Jahr wurde er Leiter der Zollbehörde im südlichen Oregon. 1858 zog er nach Portland, wo er in eine Anwaltskanzlei einstieg.
Gibbs war ursprünglich Mitglied der Demokratischen Partei. Zwischen 1852 und 1853 war er Abgeordneter im territorialen Parlament. 1860 wurde er nach der Gründung des Bundesstaates Oregon in dessen Repräsentantenhaus gewählt. 1862 trat er zu den Republikanern über. Seine neue Partei nominierte ihn als Kandidaten für die Gouverneurswahlen dieses Jahres. Nachdem er sich mit 67,1 Prozent der Stimmen deutlich gegen den Demokraten John F. Miller durchgesetzt hatte, wurde er der zweite Gouverneur von Oregon.

## Gouverneur von Oregon
Gibbs trat seine vierjährige Amtszeit am 10. September 1862 an. In dieser Zeit führte er das Verleihsystem von Sträflingen an die Industrie ein. Gefangene konnten somit als billige Arbeitskräfte auf dem Arbeitsmarkt eingesetzt werden. Gleichzeitig gründete er die Miliz des Staates neu. 1864 hob er gegen den Willen der Mehrheit der Bevölkerung auf Bitte der Bundesregierung ein Infanterieregiment aus und stellte es der Union für den Einsatz im Bürgerkrieg zur Verfügung.
Gibbs’ Amtszeit endete am 12. September 1866. Danach bewarb er sich erfolglos um einen Sitz im US-Senat. Nach einer Zeit als Staatsanwalt im vierten Gerichtsbezirk von Oregon (1868–1872) wurde er von Präsident Ulysses S. Grant im Jahr 1872 zum Bundesstaatsanwalt für Oregon ernannt. Danach war er in Portland als Anwalt tätig. Seine beiden letzten Lebensjahre verbrachte er in der britischen Hauptstadt London, wo er amerikanisches Land an private Investoren verkaufte.
Addison Gibbs war mit Margaret W. Watkins verheiratet, mit der er sieben Kinder hatte.